# Sado (provincia)

Mappa delle province giapponesi con la provincia di Sado evidenziata.

Sado, scritta formalmente Sado no Kuni (giapponese: 佐渡国), fu una provincia del Giappone fino al tardo XIX secolo, poi entrò a far parte della prefettura di Niigata. La provincia di Sado era situata nell'omonima Isola di Sado, al largo della costa della prefettura di Niigata (chiamata in passato Echigo).
Sado era uno dei luoghi più remoti del Giappone, dove venivano esiliati  nobili e aristocratici caduti in disgrazia. Vi venivano anche mandati dei prigionieri per lavorare nelle miniere di oro ed argento.
Fu anche il luogo di esilio di Nichiren Daishonin. 
Nel periodo Kamakura la provincia venne ceduta al clan Honma, originario di Honshu, che continuò a dominarla fino al 1589, quando Uesugi Kagekatsu della provincia di Echigo conquistò l'isola sottomettendo gli Honma. 
Gli shōgun Tokugawa in seguito se ne appropriarono dopo la vittoria nella battaglia di Sekigahara.
Al giorno d'oggi l'intera isola comprende soltanto la città di Sado, quindi il nome provincia è divenuto obsoleto.